# Ясуи, Каору
Каору Ясуи (яп. 安井 郁; 25 апреля 1907, Кадома — 2 марта 1980, Токио) — японский общественный деятель.
Окончил юридический факультет Токийского университета в 1930 году, специализировался на политических науках и международном праве. Работал ассистентом в Токийском университете, с 1943 года — профессор международного права, с 1951 года — профессор университетов Канагава и Хосэй (Токио). Участник движения сторонников мира, возглавлял в 1955‒1965 годах Всеяпонский Совет по запрещению атомного и водородного оружия. Лауреат Международной Ленинской премии «За укрепление мира между народами» (1958). Был избран почётным генеральным секретарём Ассоциации международного права. В 1978 году вышел на пенсию, умер в 1980 году от рака предстательной железы.